# 詹尼森 (密歇根州)
詹尼森（英語：Jenison）是位於美國密歇根州渥太華縣喬治敦鎮區的一個普查規定居民點。

## 人口
根據2020年美國人口普查的數據，詹尼森的面積為15.36平方千米，當中陸地面積為15.16平方千米，而水域面積為0.20平方千米。當地共有人口16640人，而人口密度為每平方千米1,083.33人。